# Sirius (синхротрон)
Sirius — ускорительный комплекс, источник синхротронного излучения поколения 4+, вблизи города Кампинас, Бразилия.

## Описание
Инжекционная цепь состоит из электронной пушки и 150 МэВ линака, изготовленного "под ключ" компанией SINAP-Shanghai. Далее пучок попадает в бустерный синхротрон периметром 496.8 м на полную энергию 3 ГэВ.
Кольцо основного 3 ГэВ накопителя составлено из 20 ячеек на основе 5BA, рассчитано на эмиттанс 0.25 нм. Центральная часть диполей исполнена на постоянном магните с полем 3.2 Т. ВЧ-система основана на использовании сверхпроводящего резонатора, поставляемого Research Instruments.

## История
Лаборатория LNLS была создана в 1980-е годы для строительства первого в Южной Америке источника СИ 2-го поколения UVX, который вступил в строй в 1997 году и в настоящее время имеет 17 пользовательских станций. В 2008 году появился первый концепт нового источника Sirius, и одобрено правительством первое финансирование на разработку проекта. В 2015 году началось строительство зданий и сооружений. В декабре 2019 года в основной накопитель захвачен первый пучок электронов.
Сооружение комплекса обошлось в $520 млн.